# 圍攻希法醫院

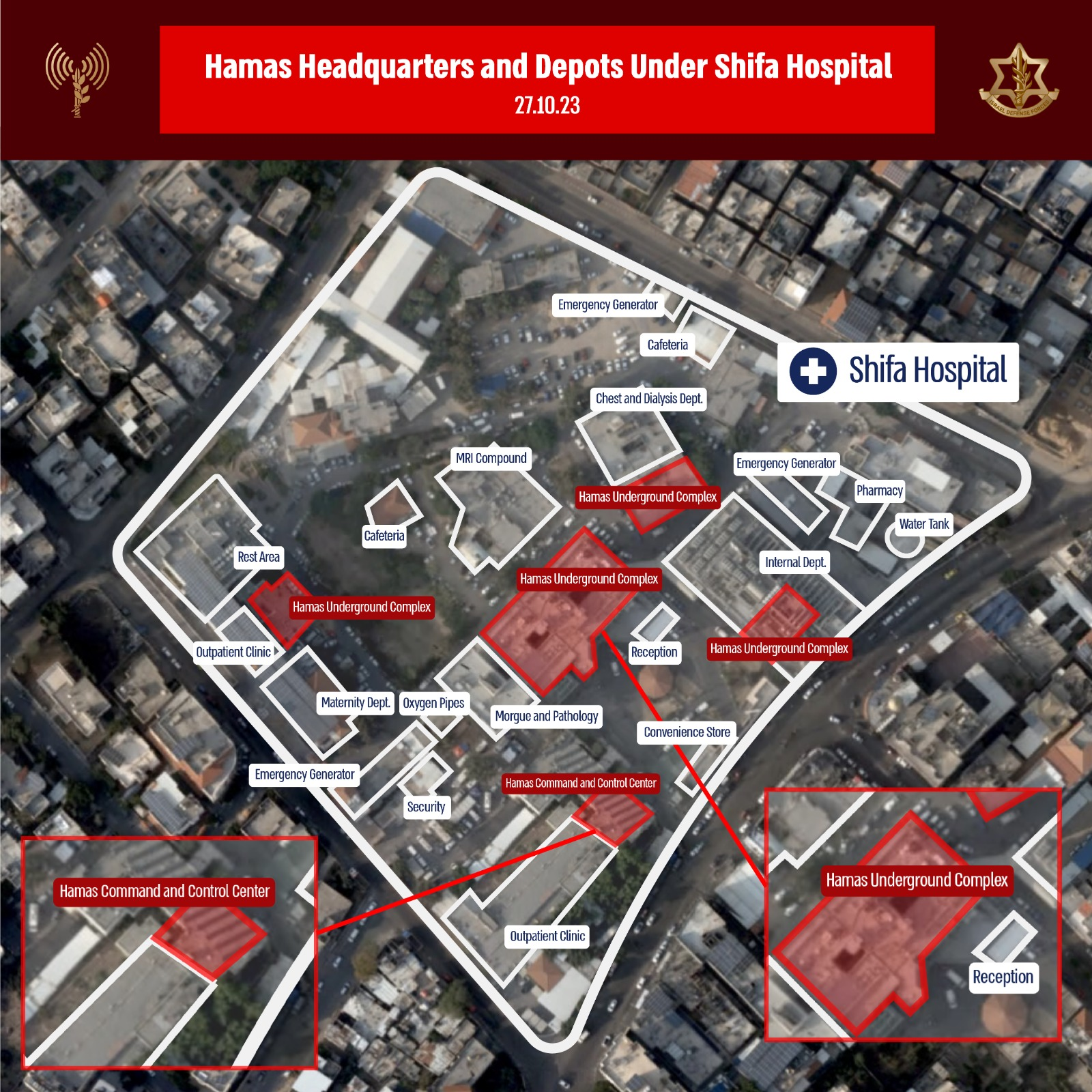
以色列發布的地圖指希法醫院內有哈馬斯的指揮中心

希法醫院是加薩走廊最大的醫療中心，2023年11月以色列—哈瑪斯戰爭期間，以色列稱希法醫院內藏有哈瑪斯的指揮部而將其包圍。11月11日，希法醫院被以色列軍隊完全包圍，與外界切斷聯繫，加薩衛生部指當時院內有約1500名病人、1500名醫護人員以及15000名在院內避難的難民。以色列與美國聲稱醫院地下藏有哈瑪斯的指揮中心，哈瑪斯與醫院方均否認此事，院方並邀請國際社會派遣安全人員入院搜查以反駁以色列指控。
11月15日，以色列軍隊進入希法醫院，並表示確實在院內發現了哈瑪斯的指揮部。BBC與CNN等媒體均發現以色列軍方發布的影片內容前後不自洽，且疑似有剪接痕跡，多家媒體指以色列發布的資訊不準確或經過變造。11月22日以色列發布影片指醫院地下發現多條地道，《華爾街日報》與《衛報》皆指此與以方最早聲稱的「醫院中有指揮部」不符。以色列又公布醫院閉路電視錄像，顯示有兩名己方人質被帶入醫院中。12月21日，《華盛頓郵報》分析指出以方公布的地道實際上並不與醫院相連。2024年1月2日，美國發布機密文件顯示希法醫院曾被用作哈馬斯指揮中心，隔日以色列又稱成功摧毀醫院下的一條地道，但有媒體反駁指此兩者皆不能作為醫院被用作軍事用途的確鑿證據。11月24日，以色列軍隊在雙方達成暫時停火協議後撤出希法醫院。
以色列對醫院的進攻與未能發現醫院的軍事設施都招致大量批評，聯合國人權事務高級專員辦事處專員福尔克尔·蒂尔克呼籲對此事展開獨立調查。國際法規定交戰雙方只有在醫院被用作軍事用途，且對己方帶來傷害時才能將其作為攻擊目標。以色列被控以資訊戰以開脫自己攻擊醫院、違反國際法的責任，希法醫院的醫護人員也指以色列的攻擊直接造成院中新生兒等病患的死亡。世界衛生組織秘書長譚德塞表示「醫院不是戰場，以色列的行為完全無法令人接受」。
2024年3月18日，以色列方面以希法醫院內存在哈馬斯領導人為由襲擊希法醫院，以色列方面表示此次進攻造成1名以色列士兵死亡，20名巴勒斯坦武裝分子死亡。
2024年3月20日，以色列国防军表示其繼續在希法医院开展軍事行动，而且已击毙90名武裝人員并逮捕160人。3月21日，以色列国防军又宣布在希法医院打死50名武裝人員，以方在該醫院打死的哈马斯武裝人員总数达到140人，後來又改口稱打死170人、200人。以色列還命令巴勒斯坦人撤离希法医院。哈马斯則表示在过去的几小时内，以军对希法医院的袭击已导致13名病人死亡。多名患者因缺乏医疗用品而死亡。世界衛生組織總幹事譚德塞表示，自以色列襲擊希法醫院以來，世衛組織已經和希法醫院失去聯繫。哈马斯和杰哈德表示，他們的確在希法醫院附近和以色列軍隊作戰。3月30日，以色列军方表示在希法医院的军事行动中打死了两名哈马斯高级领导人。4月1日，以色列军方宣布，以军部队已完成在希法医院一带的作战活动，并撤离了医院范围。加沙卫生部表示，以军撤离前放火烧毁希法医院建筑物，导致医院完全停运；医院内和周围发现了数十具尸体，其中一些已经腐烂。世界卫生组织同樣表示，以色列军队对希法医院的围攻已摧毁該医院。